# 科馬基尼王國

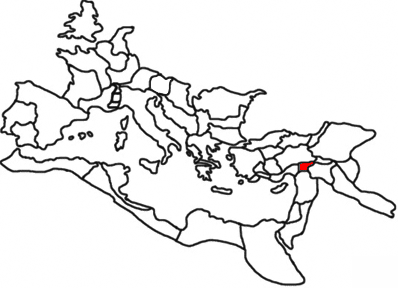
科馬基尼行省

科馬基尼王國（希臘語：Βασίλειον τῆς Kομμαγηνῆς;前163年－72年），是位於安那托利亞接近安條克的一個希臘化王國，原為塞琉古帝國的一個部落省，其後在前163年成為獨立王國，最終在72年被羅馬吞併。

## 科馬基尼總督（前201年–前163年）
- 托勒密厄斯（前201年－前163年）

## 科馬基尼國王（前163年－72年）
- 托勒密厄斯（前163年－前130年）
- 薩姆斯二世（前130年－前109年）
- 米特里達梯一世（前109年－前70年）
- 安條克一世（前70年－前38年）
- 米特里達梯二世（前38年－前20年）
- 米特里達梯三世（前20年－前12年）
- 安條克三世（前12年－17年）
- 羅馬統治（17年－38年）
- 安條克四世（38年、41年－72年）

## 外部連結
- Encyclopaedia Iranica - Commagene （页面存档备份，存于）（英文）
- All About Turkey （页面存档备份，存于）（英文）